# وولدوخی
وولدوخی (به چکی: Volduchy) یک منطقهٔ مسکونی در جمهوری چک است که در شهرستان روکیتسانی واقع شده‌است.
 وولدوخی ۱۲٫۶۵ کیلومتر مربع مساحت و ۱٬۰۵۷ نفر جمعیت دارد و ۴۰۰ متر بالاتر از سطح دریا واقع شده‌است.